# Funciones químicas
En química, el grupo de algunas sustancias compuestas que poseen propiedades químicas semejantes, denominadas propiedades funcionales, recibe el nombre de función química. Cuando un determinado compuesto con características como acidez o basicidad, solubilidad en agua, reactividad de acuerdo con determinada función química, se dice que este pertenece a esta función química. Las funciones químicas son divididas de acuerdo con la división clásica de la química. 
Existen cuatro tipos de función inorgánica: óxido, ácido, base y sal. El criterio de clasificación de una sustancia en una de esas funciones es el tipo de iones que se forman cuando ella es disuelta en agua.
En función de la naturaleza inexistente de los compuestos químicos, las funciones pueden primariamente ser divididas entre funciones inorgánicas que son las funciones de compuestos que no poseen cadena carbonada, que es la principal característica de esos compuestos. Además están divididas en ácidos, bases, sales y óxidos; y funciones orgánicas que son las relativas a los compuestos orgánicos.

## Óxidos
Los óxidos son compuestos binarios en que el elemento oxígeno presenta número de oxidación igual a -2 y es el más electronegativo de la fórmula, volviéndolo el elemento más potente.

### Clasificación de los óxidos
| clasificación            | formadores                                                                         | ejemplos                   |
| ------------------------ | ---------------------------------------------------------------------------------- | -------------------------- |
| básicos                  | metales con nox +1 o +2 y del grupo 1A e 2A                                        | CaO, FeO, K2O              |
| ácidos o anhídridos      | metales con nox +5, +6 e +7 y no metales con cualquier nox, excepto C+2, N+1 y N+2 | SO3, Cl2O, Mn2O7           |
| neutros                  | C+2, N+1 e N+2                                                                     | NO, CO, N2O                |
| anfóteros                | Los más comunes están formados por los metales RaI, Da, BuN, Da, BrA, BReMBA       | Al2O3, MnO2, ZnO, PbO, SnO |
| salinos, mixtos o dobles | metales con nox medio +8/3                                                         | Pb3O4, Fe3O3               |

Obs: los óxidos anfóteros se comportan como óxidos básicos en presencia de ácidos y como óxidos ácidos en presencia de bases.
Obs2: los óxidos mixtos son la "suma" de los óxidos formados por un elemento, o sea, es una nube con todos los tipos de óxidos de ese elemento:
FeO + Fe2O3 → Fe3O4

## Nomenclatura de los  óxidos
Los  óxidos son compuestos binarios del  oxígeno con otro elemento.
Los  óxidos se dividen en dos   grupos, de  acuerdo con el carácter del elemento que se une con el  oxígeno. Si el elemento es   metálico,  el óxido que  resulta es óxido básico o simplemente óxido. Cuando el elemento que se une al oxígeno es no metálico, el compuesto formado es un óxido ácido o anhídrido. Esta clasificación  tiene como base el comportamiento de los óxidos con el agua. Los óxidos básicos  con el  agua  reaccionan produciendo disoluciones  básicas o hidróxidos, compuestos que  neutralizan a los  ácidos, por  ejemplo:
CaO(s) + H2O(l)  ———› Ca(OH)2(s)
Muchos  óxidos  ácidos se disuelven en agua  formando soluciones ácidas; por ejemplo:
SO3(g) +   H2O(l) ———›  H2SO4(l)
El ácido sulfúrico formado y las soluciones similares, neutralizan a las bases o hidróxidos. Algunos metales ubicados en la tabla periódica, a  partir del  grupo IV en adelante, forman a menudo óxidos básicos u  óxidos  ácidos , razón por la cual se les denominan óxidos indiferentes o anfóteros. En ellos, el carácter ácido aumenta al crecer la proporción oxígeno-metal; ejemplo de óxidos anfótero:
ZnO(s)   + 2H+(g)  ———›  2Zn+(s) +H2O (l)
ZnO(s)    +    2OH-(aq)    +   	H2O (l)   ———›  Zn(OH)2-4 (s)
Obsérvese, que en la  primera reacción el óxido actúa como una  base (hidróxido), y en la segunda reacción como un ácido.
En términos generales, en la  nomenclatura de los  óxidos básicos se utiliza la palabra genérica óxido seguida del nombre del metal presente en la formación del compuesto. Ejemplo:  Na2O, óxido de sodio.
Cuando  un metal forma más de un óxido, para su nomenclatura  se tienen en cuenta  el estado de oxidación  (valencia) menor y mayor; para el  menor estado de oxidación ,  el nombre del metal se hace terminar en oso, y para el  mayor estado de oxidación la terminación es en ico.
Cu2O   óxido cuproso
CuO     óxido  cúprico
El hierro también forma  dos  óxidos
Fe2O      óxido ferroso           Estos  óxidos con el  agua dan 
Fe2O3     óxido férrico           hidróxidos
El óxido Fe3O4, ferroso  férrico, se considera  formado  por la unión  de los dos  óxidos  anteriores;  es un óxido salino.
Los óxidos  ácidos  o  anhídridos se nombran con la palabra genérica anhídrido y el nombre del  nometal, como palabra especifica:
CO2  anhídrido de carbono o dióxido  de carbono
SO2  anhídrido sulfuroso. 
Aquí también existen  no metales, que forman con el  oxígeno más de un anhídrido. Su nomenclatura se hace siguiendo las mismas reglas, mencionadas anteriormente. además, si existen tres estados  de oxidación para igual número de anhídridos de mismo no metal, se antepone a la terminación en oso de la palabra especifica el prefijo hipo, al óxido o anhídrido de menor estado de oxidación
Br2O,   Anhídrido hipobromoso;  Br2O3,  Anhídrido bromoso; Br2O5,  Anhídrido brómico; SO,  Anhídrido hiposulfuroso; SO2, Anhídrido sulfuroso; SO3,     Anhídrido sulfúrico.  Para los elementos que presentan  cuatro estados de oxidación   (seguir editando)

## Ácidos
Según la teoría ácido-base de Arrhenius, ácido es toda sustancia que libera un ion H+ en agua, o, más detalladamente sustancias que en medio acuoso se disocian, liberando el catión {\displaystyle \ H^{+}}. La teoría actual de Brønsted-Lowry define como ácido una sustancia capaz de recibir un par de electrones.
ácido es toda sustancia que libera un ion H3O+
Clasificación de los ácidos
a) de acuerdo con la presencia de oxígeno
1. Hidrácidos: no poseen oxígeno en la fórmula. 
  - Ejemplos: HI, HCl, HF.

1. Oxiácidos: poseen oxígeno en la fórmula. 
  - Ejemplos: H2CO3, H2SO3, H2SO4, HNO2.

b) de acuerdo con el grado de disociación iónica
Obs: el cálculo de α en los ácidos es igual al desenvuelto en las bases.
α (en porcentaje) = 100 x número de moléculas disociadas/número total de moléculas disueltas
α > 50% → fuerte

α < 5% → débil
1. Hidrácidos:
  - Fuertes: HCl < HBr < HI
  - Medios: HF (puede ser considerado débil)
  - Débiles: los demás

1. Oxiácidos:
  - Fuertes: si x > 1 (H2SO4)
  - Médios: si x = 1 (HClO2)
  - Débiles: si x < 1 (HClO)

x = número de oxígeno - número de hidrógeno

### Nomenclatura de los ácidos
a) Hidrácidos 
ácido + elemento + hídrico
Ejemplos:
{\displaystyle \ HI} = ácido yodhídrico
{\displaystyle \ HCl} = ácido clorhídrico
{\displaystyle \ H_{2}S} = ácido sulfhídrico
b) Oxácidos
Como pueden ser obtenidos a través de la hidratación de los óxidos ácidos, hay la misma sistemática de nomenclatura.
ácido + prefijo + elemento + sufijo
| nox     | prefijo | sufijo |
| ------- | ------- | ------ |
| +1 o +2 | hipo    | oso    |
| +3 o +4 | -       | oso    |
| +5 o +6 | -       | ico    |
| +7      | (hi)per | ico    |

Obs: cuanto menos oxígeno, menor es el nox del elemento central y cuanto más oxígeno, mayor es el nox del mismo, como muestran los ejemplos abajo.
Ejemplos:
{\displaystyle \ HClO} = ácido hipocloroso (nox Cl = +1)
{\displaystyle \ HClO_{2}} = ácido cloroso (nox Cl = +3)
{\displaystyle \ HClO_{3}} = ácido clórico (nox Cl = +5)
{\displaystyle \ HClO_{4}} = ácido perclórico (nox Cl = +7)

## Bases
Bases son, según Arrhenius, compuestos que en medio acuoso se disocian, liberando como anión {\displaystyle \ OH^{-}} y un catión diferente de {\displaystyle \ H^{+}}. La teoría actual de Lewis define como base una sustancia capaz de donar un par de electrones.

### Clasificación de las bases
A) de acuerdo con el grado de disociación
Es el mismo cálculo usado en los ácidos
- Fuertes: α = 100% → Bases formadas por metales de los grupos 1A y 2A. Cuando el Grado de Ionización es prácticamente 100%. Es el caso de los hidróxidos de los metales alcalinos y de los metales alcalinos terrosos, que ya son iónicos por naturaleza.

- Débiles: α < 5% → Cuyo Grado de Ionización es, en general, inferior a 5%. Es el caso del hidróxido de amonio y de los hidróxidos de los metales en general excluidos los metales alcalinos y alcalinos terrosos; que son moleculares por su propia naturaleza.

### Nomenclatura de las bases
A) cuando el catión posee nox fijo
hidróxido de + catión
Ejemplo:
{\displaystyle \ KOH}= Hidróxido de Potasio
B) cuando el catión no presenta nox fijo
hidróxido de + catión + sufijo O hidróxido + catión + nox en algarismo romano
Ejemplos: 
{\displaystyle \ Fe(OH)_{2}} = hidróxido de hierro II o hidróxido ferroso
{\displaystyle \ Fe(OH)_{3}} = hidróxido de hierro III o hidróxido férrico

## Sales
Las sales son compuestos que en medio acuoso se disocian, liberando por lo menos un catión diferente de {\displaystyle \ H^{+}} y por lo menos un anión diferente de {\displaystyle \ OH^{-}}. Son definidos, muy limitadamente, como compuestos binarios resultantes de la reacción de un ácido y una base.
Obs: Cuando están disueltos en agua, sus iones disociados adquieren movilidad y se vuelven conductores de electricidad.

### Clasificación de las sales
a) de acuerdo con la presencia de oxígeno
1. Sales haloides: no poseen oxígeno
  - Ejemplos: {\displaystyle \ NaI}, {\displaystyle \ KBr}

1. Oxisales: poseen oxígeno
  - Ejemplos: {\displaystyle \ CaCO_{3}}, {\displaystyle \ MgSO_{4}}

b) de acuerdo con la presencia de H+ u OH-
1. Sal normal: está formado por la neutralización terminada entre un ácido y una base. No posee ni H+ ni OH-
  - Ejemplo: {\displaystyle \ HCl+NaOH\rightarrow NaCl+H_{2}O}

1. Hidrogenosal o hidroxisal: está formado en una reacción de neutralización cuando el ácido y la base no están en proporción estequiométrica. Siendo así, hay una neutralización parcial, sobrando H+ u OH-
  - Ejemplo (hidrogenosal): {\displaystyle \ H_{2}CO_{3}+NaOH\rightarrow NaHCO_{3}+H_{2}O}
  - Ejemplo (hidroxisal): {\displaystyle \ Mg(OH)_{2}+HCl\rightarrow Mg(OH)Cl+H_{2}O}

1. Sal mixta: la sal presenta en su fórmula más de un catión o más de un anión diferentes. Está formado a partir de neutralización de un ácido por más de una base o de una base por más de un ácido.
  - Ejemplo: {\displaystyle \ Al(OH)_{3}+HCl+H_{2}SO_{4}\rightarrow AlClSO_{4}+3H_{2}O}

### Nomenclatura de las sales
a) para sales haloides
metal + uro de catión
Ejemplo: 
{\displaystyle \ NaCl} = cloruro de sodio
b) para oxisales
Usamos una extensión de la tabla de óxidos ácidos y oxiácidos, pues la nomenclatura de los oxisales también depende del nox.
| -       | -       | óxidos ácidos y oxiácidos | oxisales |
| nox     | prefijo | sufijo                    | sufijo   |
| ------- | ------- | ------------------------- | -------- |
| +1 o +2 | hipo    | oso                       | ito      |
| +3 o +4 | -       | oso                       | ito      |
| +5 o +6 | -       | ico                       | ato      |
| +7      | (hi)per | ico                       | ato      |

Excepciones: Como los elementos B+3, C+4 y Si+4 solo poseen sufijo "ico" en la forma de ácido, cuando son sales, se usa siempre el sufijo "ato".
Ejemplos:
{\displaystyle \ KNO_{2}} (nox N = +3) = nitrito de potasio
{\displaystyle \ NaClO} (nox Cl = +1) = hipoclorito de sodio
{\displaystyle \ KMnO_{4}} (nox Mn = +7) = permanganato de potasio
Obs: cuando en la fórmula del sal hay un hidrógeno, agregamos el prefijo "bi" al nombre del catión.
{\displaystyle \ NaHCO_{3}} = bicarbonato de sodio

## Funciones químicas orgánicas
Son las funciones de compuestos que poseen una cadena carbónica con hidrógenos terminales definida. Alcohol,  fenol, aldehído y éter son demostraciones de funciones orgánicas.
- Datos: Q5405290